# Вексил
Vexille (на японски: ベクシル 2077日本鎖国) е японски компютърно анимиран филм от 2007 г. Режисрин е от Фумихико Сори известен с режисурата си на филма Пинг Понг.
На 60-ият кинофестивал в Локарно Vexille прави своята премиера и лицензът за разпространение е продаден на 75 страни включително и на американския разпространител FUNimation, като оттогава броят на страните е нарастнал до 129.

## Сюжет
Към 2060 г. роботиката е напраднала до степен, в която кибернетиката е приемлива. Световното мнение е негативно към големия напредък на роботиката и през 2067 г. са спрени всякакви нови разработки по едностранна забрана на ООН. Япония е против тази забрана, но не може да спре одобряването ѝ.
В знак на протест Япония се оттегля от световната политика. Всички чужденци в страната са депортирани и е забранено влизането на бъдещи имигранти в страната. Освен това страната инсталира мрежа от магнитно поле, което покрива цялата ѝ територия и прави невъзможно проникването на излъчвания от целия електромагнитен спектър, спътниково наблюдение или каквато и да е комуникация с Япония.
През 2077 г. поредица от странни инциденти отвеждат Американската технологична полиция до убеждението, че Япония разработва забранени технологии. Изпратен е екип, който да провери обстановката в страната. Сред тях е и ветеранът агент Вексил.